# Илютович, Семён Иванович
Семён Иванович Илютович (26 марта 1923 года — 12 февраля 2005 года) — советский сержант, командир отделения отделения автоматчиков 975-го стрелкового полка 270-й стрелковой дивизии 6-й гвардейской армии 1-го Прибалтийского фронта, полный кавалер Ордена Славы (1945).

## Биография
Родился 26 марта 1923 года в Киеве.
Окончил 6 классов в городе Воскресенск Московской области в 1938 году. С 1940 года после окончания школы фабрично-заводского обучения работал сапожником в Киевской обувной артели. В июне 1942 года был призван в РККА.
26 июня 1944 года, будучи командиром отделения автоматчиков 975-го стрелкового полка 270-й стрелковой дивизии 6-й гвардейской армии 1-го Прибалтийского фронта, сержант Илютович возле местечка Улла в 24 км к северо-востоку от города Бешенковичи Витебской области, переправился через реку Западная Двина и, подобравшись к траншее противника, уничтожил несколько вражеских солдат. За данный подвиг 7 июля 1944 года награждён орденом Славы 3 степени.
8 июля 1944 года в ходе боёв за безымянную высоту под деревней Слободка в 20 км к юго-западу от населённого пункта Друя Витебской области Илютович первым поднялся в атаку и увлёк за собой других бойцов. В ходе боя был ранен, но остался в строю и продолжал вести бой. 24 августа 1944 года награждён орденом Славы 2 степени.
24 августа 1944 года при отражении атаки пехоты и танков противника в 35 км к северо-западу от города Шяуляй сразил из автомата 12 солдат противника. В ходе боя был ранен, после оказания медицинской помощи продолжал вести бой. 7 сентября 1944 года, находясь в разведке, подорвал гранатой пулемётную точку противника вместе с расчётом.
Указом Президиума Верховного Совета СССР от 24 марта 1944 года был награждён орденом Славы 1 степени, став полным кавалером ордена Славы.
В ноябре 1945 года демобилизован в звании старшины. После демобилизации жил в городе Воскресенск Московской области, первоначально работал помощником машиниста экскаватора на комбинате по производству строительных материалов «Красный строитель», затем с мая 1951 года работал на Воскресенском химическом комбинате, с октября 1957 года был шофёром ремонтно-строительного участка Вознесенского горисполкома, с февраля 1961 года работал в Коломенском тресте газового хозяйства № 5 до начала 1980-х годов, в дальнейшем находился на пенсии.
Умер 12 февраля 2005 года. Похоронен в Воскресенске.

## Награды
- Орден Славы I степени (1945)
- Орден Славы II степени (1944)
- Орден Славы III степени (1944)
- Медаль «За боевые заслуги» (1944)
- Орден Красной Звезды (1944)